# Райнгард Шварценбергер
Райнгард Шварценбергер  (нім. Reinhard Schwarzenberger; нар. 7 січня 1977) — австрійський стрибун з трампліна, олімпійський медаліст.

## Виступи на Олімпіадах
| Олімпіада   | Дисципліна             | Місце |
| ----------- | ---------------------- | ----- |
| Нагано 1998 | інд., норм. трамплін   | 11T   |
| Нагано 1998 | інд., великий трамплін | 7     |
| Нагано 1998 | ком., великий трамплін | 3     |